# منظمة المؤرخين الأمريكيين
منظمة المؤرخين الأمريكيين (أو إيه أتش) -بالإنجليزية (OAH) Organization of American Historians – تأسست عام 1907، وتعد أكبر جمعية مهنية مكرسة لتدريس ودراسة التاريخ الأمريكي، مقرها في مدينة بلومينغتون - انديانا وتصدر عنها مجلة التاريخ الأمريكي.

## المهمة
مهمة (أو إيه إتش) هي تعزيز التميز في المنح الدراسية والتدريس وعرض التاريخ الأمريكي، وتشجيع المناقشة الواسعة للأسئلة التاريخية والمعاملة العادلة لجميع ممارسي ومؤرخي التاريخ.

## الدعم

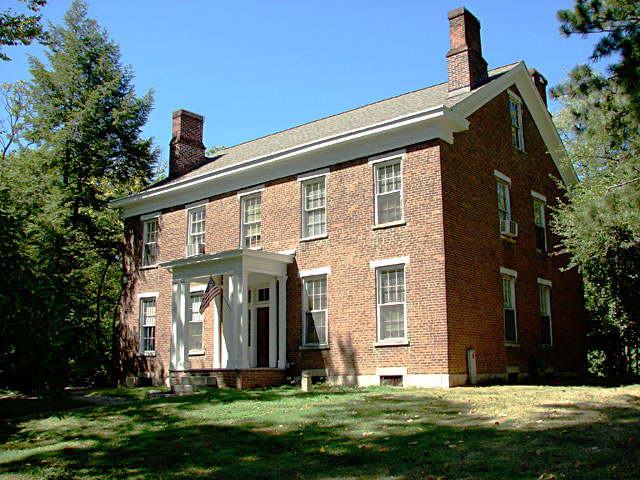
مقر جمعية المؤرخين الامريكيين في بلومينغتون - انديانا

تتلقى (أو إيه إتش) الدعم المادي من خلال تبرعات الأعضاء بشكل دائم أو خلال  المؤتمر السنوي للمنظمة، كذلك الدعم من جامعة إنديانا. ويبلغ عدد أعضاء المنظمة أكثر من 7000 مؤرخ يعملون في الولايات المتحدة وخارجها ومعظمهم أساتذة جامعيين وأساتذة محفوظات وأمناء متاحف ومؤرخين عامين وطلاب ومجموعة متنوعة من العلماء العاملين في الحكومة والقطاع الخاص.

## مبادئ منظمة المؤرخين الأمريكيين
تقدم (أو إيه إتش) المنح الدراسية والتعليم  من خلال منشوراتها وبرامجها ومبادراتها العديدة، كذلك تعزز الوصول المفتوح إلى الموارد التاريخية وكذلك الوصول إلى معارض القطع الأثرية والحفاظ عليها، ومناقشة الأسئلة التاريخية، ونشر المعرفة، إضافة إلى تأييد المعاملة المحترمة والمنصفة لجميع من يعمل في المجال التاريخي.
تتميز مجلة المنظمة الفصلية التي تدعى (مجلة التاريخ الأمريكي) بأنها المجلة العلمية الرائدة في مجال التاريخ والمؤرخين.
تؤمن المنظمة بالنزاهة المهنية والصدق وهما أساس كل المنح التاريخية حيث يبحث المؤرخون عن الحقيقة حول الماضي لتقديم نظرة ثاقبة للحاضر والمستقبل، وتدين منظمة (أو إيه إتش) أي عمل يقوض هذا الاعتقاد.، حيث ترى أن التزييف والتشويه المتعمد في دراسة وتدريس التاريخ هو انتهاك أخلاقي لمبدأ الحقيقة الذي تقوم عليه هذه المهنة التاريخية.

## قائمة رؤساء منظمة المؤرخين الأمريكيين[3]
فرانسيس سامبسون (1907)
توماس إم أوين (1907–1908)
كلارنس دبليو ألفورد (1908–1909)
أورين ج. ليبي (1909-1910)
بنجامين ف. شامبو (1910-1911)
أندرو س. ماكلولين (1911-1912)
ريوبين جولد ثوايتيس (1912-1913)
جيمس أ.جيمس (1913-1914)
إسحاق جوسلين كوكس (1914-1915)
دنبار رولاند (1915-1916)
فريدريك باكسون (1916-1917)
سانت جورج إل سيوسات (1917-1918)
هارلو ليندلي (1918-1919)
ميلو م. كوايف (1919-1920)
تشونسي إس باوتشر (1920-1921)
ويليام إي كونيلي (1921-1922)
سولون جيه باك (1922-1923)
يوجين سي باركر (1923-1924)
فرانك هيوود هودر (1924-1925)
جيمس أ. وودبرن (1925-1926)
أوتو شميت (1926-1927)
جوزيف شيفر (1927-1928)
تشارلز دبليو رامسديل (1928-1929)
هومر سي هوكيت (1929-1930)
لويز ب. كيلوج (1930-1931)
بيفرلي دبليو بوند جونيور (1931-1932)
جون دي هيكس (1932-1933)
جوناس فيليس (1933-1934)
ليستر ب. شيبي (1934-1935)
لويس بيلزر (1935-1936)
إدوارد إي ديل (1936-1937)
كلارنس إي كارتر (1937-1938)
وليام أو لينش (1938-1939)
جيمس ج. راندال (1939-1940)
كارل ف. ويتكي (1940-1941)
آرثر سي كول (1941-1942)
تشارلز هـ. أمبلر (1942-1943)
ثيودور سي بيغن (1943-1944)
ويليام سي بينكلي (1944-1946)
هربرت كيلار (1946-1947)
رالف بيبر (1947-1948)
دوايت إل دوموند (1948-1949)
كارل سي ريستر (1949-1950)
إلمر إليس (1950–1951)
ميرل إي كورتي (1951-1952)
جيمس ل. سيلرز (1952-1953)
فريد أ. شانون (1953-1954)
والتر ب. ويب (1954-1955)
إدوارد كيركلاند (1955-1956)
توماس د.كلارك (1956–1957)
ويندل هـ. ستيفنسون (1957-1958)
ويليام ت. هاتشينسون (1958-1959)
فريدريك ميرك (1959-1960)
فليتشر م. جرين (1960–1961)
بول دبليو جيتس (1961-1962)
راي ألين بيلنجتون (1962-1963)
أفيري أو كرافن (1963-1964)
جون دبليو كوجي (1964-1965)
جورج إي موري (1965-1966)
توماس سي كوكران (1966-1967)
توماس أ. بيلي (1967-1968)
سي فان وودوارد (1968-1969)
ميريل جنسن (1969-1970)
ديفيد إم بوتر (1970–1971)
إدموند س.مورجان (1971-1972)
تي هاري ويليامز (1972-1973)
جون هيغام (1973-1974)
جون هوب فرانكلين (1974-1975)
فرانك فريديل (1975–1976)
ريتشارد دبليو ليوبولد (1976-1977)
كينيث إم ستامب (1977-1978)
يوجين د. جينوفيز (1978-1979)
كارل إن ديجلر (1979-1980)
ويليام أ. ويليامز (1980-1981)
جيردا ليرنر (1981-1982)
ألان بوغ (1982-1983)
آن فيرور سكوت (1983-1984)
آرثر س.لينك (1984-1985)
وليام إي ليوتشتنبرج (1985-1986)
ليون إف ليتواك (1986-1987)
ستانلي نيدر كاتز (1987-1988)
ديفيد بريون ديفيس (1988-1989)
لويس آر هارلان (1989-1990)
ماري فرانسيس بيري (1990-1991)
جويس أبليبي (1991-1992)
لورانس دبليو ليفين (1992-1993)
إريك فونر (1993-1994)
غاري ب. ناش (1994-1995)
مايكل كامين (1995-1996)
ليندا ك. كيربر (1996-1997)
جورج م. فريدريكسون (1997-1998)
وليام هـ. تشاف (1998-1999)
ديفيد مونتغمري (1999-2000)
كينيث تي جاكسون (2000-2001)
دارلين كلارك هاين (2001-2002)
ايرا برلين (2002-2003)
جاكلين دود هول (2003-2004)
جيمس أو هورتون (2004-2005)
فيكي رويز (2005-2006)
ريتشارد وايت (2006-2007)
نيل ايرفين بينتر (2007-2008)
بيت دانيال (2008-2009)
إيلين تايلر ماي (2009-2010)
ديفيد أ. هولينجر (2010-2011)
أليس كيسلر هاريس (2011-2012)
ألبرت إم كاماريلو (2012-2013)
آلان إم كروت (2013-2014)
باتريشيا نيلسون ليمريك (2014-2015)
جون بتلر (2015-2016)
نانسي ف. كوت (2016-2017)
إدوارد إل آيرز (2017-2018)
إيرل لويس (2018-2019)
جوان مايرويتز (2019-2020)
جورج جيه سانشيز (2020-2021)
فيليب جيه ديلوريا (2021–)

## مواقع خارجية
- موقع منظمة المؤرخين الأمريكيين